# 春になったら (テレビドラマ)
『春になったら』（はるになったら）は、2024年1月15日から3月25日までカンテレ制作・フジテレビ系列の「月曜22時枠」にて放送されたテレビドラマ。主演は奈緒と木梨憲武。木梨はとんねるずとしての『JAPAN BOYS』以来24年ぶりにカンテレ製作番組に出演する。

## あらすじ
幼いころに母を亡くした椎名瞳は今や助産師として働き、妻に先立たれて久しい瞳の父・椎名雅彦は腕利きの実演販売士として活躍、時に反発しながらも互いを支え合い生きてきた。2024年元日の食卓、二人は同時に「3か月後に結婚します」「3か月後に死んじゃいます」と報告する。瞳はバツイチ子持ちの売れない芸人・川上一馬と3か月後に結婚すると言って譲らず、雅彦は既に骨や肝臓にも転移する末期の膵臓癌を治療せず「ご家族と一緒に桜を見られればいいですね」と宣告された残りの人生を楽しく生きると心に決めていた。互いに相手への心配が尽きない中、娘・瞳は「結婚までにやりたいことリスト」を、父・雅彦は「死ぬまでにやりたいことリスト」を書き出し、それぞれの願いを実現していくかけがえのない3か月間を迎える。

## キャスト

### 主要人物
椎名瞳〈28〉
演 - 奈緒（幼少期：中野翠咲）
3か月後に結婚を控える女性。助産師。幼い頃に母を亡くし、雅彦と2人で支え合って暮らしてきたしっかり者。
椎名雅彦〈62〉
演 - 木梨憲武（学生時代：小林空叶）
瞳の父。瞳が幼いころに妻に先立たれる。やり手の実演販売士「グラッチェ椎名」として活躍するが、膵臓癌で余命3か月の宣告を受ける。頑固で破天荒な自由人だが、男手一つで育てあげた瞳、そして亡き妻を心から愛している。

### 瞳の関係者
川上一馬〈38〉
演 - 濱田岳（小学生時：川田琥太郎）
瞳の婚約者。勉強が得意だが、幼いころから大好きだったお笑いの道を諦めきれず、東大を中退。今は「カズマルくん」という芸名でピン芸人として活動。バツイチで子持ち。
川上龍之介〈8〉
演 - 石塚陸翔
一馬の息子。
岸圭吾〈28〉
演 - 深澤辰哉
瞳の大学時代の友人で同じ写真部に所属。今は葬儀社「ひがし東京葬祭」のスタッフ。学生の頃から瞳を思い続ける心優しき青年で、友人関係がなくなるのを恐れて思いを伝えずにいたが、瞳が10歳上の売れないお笑い芸人と付き合い始め、結婚式の司会まで頼まれて複雑な気持ちを抱く。
大里美奈子〈28〉
演 - 見上愛
瞳の大学時代の友人で同じ写真部に所属。サバサバした快活な性格。大学時代から岸のことが好きだが、彼と同様に3人の関係を壊さないため、気持ちを胸に秘めている。
椎名佳乃
演 - 森カンナ
雅彦の妻。瞳の母。瞳が6歳の時、交通事故で亡くなる。

### 杉村助産院
瞳の勤務先。
杉村節子〈59〉
演 - 小林聡美
院長。
斉藤愛里
演 - 影山優佳
助産師。瞳の同僚。

### Lily bridal
黒沢健
演 - 西垣匠
瞳の結婚式を任されたウエディングプランナー。
森野舞衣
演 - 橋本マナミ
ウエディングプランナー。黒沢の先輩。

### ヨッシーコーポレーション
雅彦が勤める実演販売会社
中井義広
演 - 矢柴俊博
社長。「ヨッシー中井」を名乗る。
加賀屋吾郎
演 - 葵揚
実演販売士の見習い。「ニュー加賀屋」を名乗る。
アプローチ佐々木
演 - 吉田正幸
実演販売士。
シャトル田口
演 - 神谷圭介
実演販売士。
ホメーテ渋谷
演 - ホメーテ渋谷（本人役）
実演販売士。
ヨリー・フジオカ
演 - ヨリー・フジオカ（本人役）
実演販売士。

### その他
阿波野弘〈63〉
演 - 光石研
桜鈴会病院の緩和ケア医。
神尾まき〈64〉
演 - 筒井真理子（幼少期：出口結葵）
雅彦の姉で瞳の伯母。花屋。フラワーアレンジメントを手掛ける。
矢萩亜弥〈20〉
演 - 杏花
瞳が担当する妊婦。ショップ店員。第10話で女児を出産し、「季新（きさら）」と名付ける。
矢萩祐作〈20〉
演 - 金子隼也
亜弥の夫。専門学校に通っていたが亜弥の妊娠を機に退学、働くようになる。

### ゲスト

#### 第1話
草野朋美
演 - 菊池亜希子（第2話）
杉村助産院で出産を控える、結婚10年目にしてようやく子供を授かった妊婦。
草野誠一郎
演 - 近藤公園
朋美の夫。
小村達郎
演 - 桜井聖
佃中央病院・消化器内科・医師。雅彦をステージ4の膵臓癌と診断する。
吉木克也
演 - 荒川浩平
雅彦がセカンドオピニオンに訪れた聖堂国際病院の医師。同様に末期の膵臓癌と診断する。
正岡樹、麻里亜
演 - 長岩健人、佐分利眞由奈
「Lily bridal」を内覧に訪れたカップル。
大津昌子、宮原由紀枝
演 - 金子ゆい（最終話）、羊華（最終話）
瞳を出産でとりあげた助産師。
中年女性客
演 - わかばかなめ
雅彦が実演販売する「パルスイクロス」の説明に耳を傾ける女性。
衣料品スタッフ
演 - 得田舞美

司会
演 - オラキオ
一馬が出演した「新春お笑いライブ 2024」の司会者。
芸人
演 - シャンシャン
「新春お笑いライブ 2024」の出演者。
アシスタント
演 - 岩間麻里
フラワーショップでの神尾まきのアシスタント。

#### 第2話
店員
演 - 前野恵
1年3か月前、瞳と一馬が偶然に隣席し、付き合うきっかけとなった喫茶店の店員。
小次郎
演 - 安藤広郎
圭吾が司会をつとめた葬式の喪主。
妊婦
演 - 優木千央
瞳が助産師を担当した妊婦。切迫流産した際、「気付いてあげられなくてごめんなさい」と瞳が声をかけたため、夫が病院の医療ミスを訴える。
勝村、本木美佐江
演 - 園田裕樹、長田涼子
瞳がかつて勤務していた病院での上司の医師と先輩看護師。切迫流産した妊婦に声をかけた瞳を叱責する。
元相方
演 - セキ・ア・ラ・モード
一馬が東大生の時にコンビを組んでいた相方。

#### 第3話
美代子、関口昌江
演 - 上川時枝、小林千里
22年前、佳乃の四十九日を前に椎名家に慰問に訪れる。
姫野美咲
演 - 佐津川愛美
杉村助産院で出産を控える妊婦。家族にお産を見せるため、助産院での出産を決める。
姫野俊樹
演 - 町田悠宇
美咲の夫。
姫野凛
演 - 泉谷星奈
美咲の娘。
芸人
演 - クマムシ
D1グランプリで予選敗退した芸人。
芸人
演 - パンプキンポテトフライ、牛鬼（最終話）
D1グランプリ準々決勝に出場した芸人。
MC
演 - きつね
D1グランプリ準々決勝の司会。

#### 第4話
神健一郎
演 - 中井貴一（友情出演）（学生時代：小島怜珠）
雅彦の中学と高校時代の同級生。現在は吉祥寺で喫茶店「WHAT A WONDERFUL WORLD」を経営している。
小田原
演 - 夙川アトム（第5話・第7話）
一馬が就職面接を受けた学習塾「中央ゼミナール」の塾長。
小川久美
演 - 冨波心
中学2年の時、雅彦が神の告白を代行した相手。逆に雅彦が告白され、しばらく付き合うことになる。現在は神の妻。
同級生
演 - 米本奏哉
雅彦と神の学生時代の同級生。
野球部員
演 - 笠井悠聖、蝦名尊羽
神を誘いパン屋の裏でタバコを吸っていた大園高等学校の野球部員。
店主
演 - 小川安彦
大園高等学校の近くにあったパン屋「まいたパン」の店主。
佐野秀人、宮城翔太、足立美鈴、鈴木カンナ
演 - 青木凰（第5話・第6話）、番家天嵩（第5話）、松岡夏輝（第5話・第6話）、三上さくら（第5話・第6話）
一馬が「中央ゼミナール」で教える生徒たち。

#### 第5話
白井美緒
演 - 東野絢香（第6話）
杉村助産院で出産し、生後1か月の娘・桜を育てる母親。産後鬱を心配されている。
白井桜
演 - 渡部彩晴（第6話）
美緒の娘。生後1か月。

#### 第6話
看護師
演 - 渡辺喜子
心労による体の炎症で倒れた瞳が入院した東佃島病院の看護師。
義昭、早苗
演 - 池田鉄洋（第10話）、中村優子（第10話）
亜弥の両親。助産院での出産を決めた娘を心配する。

#### 第8話
岩谷美沙子、岩谷希
演 - 梅舟惟永、中村乙葉
1年2か月前、ちょうど瞳が杉村助産院の採用面接を受けていた時に来院した親娘。無事出産し退院した後も時々顔を見せに訪れる。
里子
演 - 安藤聖
龍之介が通う小学校2年2組の担任教師。
奥原明日香
演 - 尾杉麻友
龍之介の同級生。父兄参観で農業体験について発表する。
朱音、坂井真子
演 - 重松文、西野凪沙
瞳の高校生時代の友人。商店街で雅彦が実演販売をしている現場を通りかかる。
井口
演 - いいぐちみほ
グラッチェ椎名のファンで、彼から大量の商品を購入する。

#### 第9話
警察官
演 - 土佐和成
雅彦のタイムカプセルを掘り出しに久坂小学校に忍び込んだ一馬を取り調べする警察官。
店員
演 - 辻川慶治
瞳と一馬の披露宴のために黒沢が手配したレストランの店員。
高校生
演 - 渡邉心結、奥野美紗
道で一馬を見かけて騒ぐ女子高生。

#### 最終話
ケイト・ベネット
演 - オリビア・バレール
雅彦が佳乃との浅草デートで出会い聴き惚れた路上シンガー。
「旅立ちの式」にスペシャル・ゲストとして登場し歌を披露する。
伴奏
演 - 澤田かおり
ケイト・ベネットのピアノ伴奏者。
内山紘一、阿川宏明
演 - 遠藤たつお、青木一平
「旅立ちの式」出席者。内山は雅彦の恩師。
さまぁ～ず
演 - 三村マサカズ、大竹一樹（さまぁ～ず）（本人役）
カズマルが出演したテレビのお笑い番組のMC。

## スタッフ
- 脚本 - 福田靖[2]
- 監督 - 松本佳奈[62]、穐山茉由[62]、稲留武
- 主題歌 - 福山雅治「ひとみ」（Amuse Inc. / Polydor Records）[63]
- 音楽プロデューサー - 福島節[62]
- 音楽 - 澤田かおり[64]、YUKI KANESAKA[64]
- プロデューサー - 岡光寛子（関西テレビ）[62]、白石裕菜（ホリプロ）[62]
- 実演販売士監修 - ラショーモン亀山
- 芸人監修 - 神谷圭介
- 制作協力 - ホリプロ[62]
- 制作著作 - 関西テレビ放送[62]

## 放送日程
| 話数                                                                        | 放送日  | サブタイトル                                | サブタイトル                                                            | 監督             | 視聴率 |
| 話数                                                                        | 放送日  | 本放送                                      | その他                                                                  | 監督             | 視聴率 |
| --------------------------------------------------------------------------- | ------- | ------------------------------------------- | ----------------------------------------------------------------------- | ---------------- | ------ |
| 第1話                                                                       | 1月15日 | 3ヶ月後に結婚する娘とこの世を去る父         | “3カ月後に結婚する娘&3カ月の余命宣告を受けた父”ハートフルホームドラマ!! | 松本佳奈         | 7.2%   |
| 第2話                                                                       | 1月22日 | 娘と伊豆へ!父の死ぬまでにやりたいことリスト | 娘と伊豆へ!父が死ぬまでにやりたい事                                     | 松本佳奈         | 5.8%   |
| 第3話                                                                       | 1月29日 | 父娘で遊園地へ!婚約者はお笑い賞レースに参戦 | 父娘で遊園地へ!お笑い賞レースに参戦                                     | 松本佳奈         | 5.8%   |
| 第4話                                                                       | 2月05日 | 親友と48年ぶりに再会!学生時代の償い         | 48年ぶりに親友と再会!謝りたいこと                                       | 穐山茉由         | 5.5%   |
| 第5話                                                                       | 2月12日 | 涙の大喧嘩再び!すれ違う父娘の想い           | 涙の大喧嘩再び!!すれ違う父娘の想い                                      | 穐山茉由         | 5.4%   |
| 第6話                                                                       | 2月19日 | 娘へのサプライズ!父が下した決断             | 娘へのサプライズ!父が下した決断とは                                     | 松本佳奈         | 5.2%   |
| 第7話                                                                       | 2月26日 | ふたりで最後の家族旅行!芸人の一大決心       | 父娘で最後の家族旅行!真冬のキャンプ                                     | 松本佳奈         | 5.6%   |
| 第8話                                                                       | 3月04日 | “グラッチェ椎名”最後の実演販売!父の退社式   | “グラッチェ椎名”父の最後の実演販売                                      | 稲留武           | 5.5%   |
| 第9話                                                                       | 3月11日 | タイムカプセル発掘大作戦!娘が大奮闘         | タイムカプセル発掘大作戦!娘が大奮闘                                     | 松本佳奈         | 5.1%   |
| 第10話                                                                      | 3月18日 | 結婚式前夜…娘から父へ贈る感謝の手紙         | 結婚式前夜…娘から父へ贈る感謝の手紙                                     | 穐山茉由         | 5.5%   |
| 最終話                                                                      | 3月25日 | 人生最大のサプライズ!父娘、旅立ちの時       | 人生最大のサプライズ!父娘、旅立ちの時                                   | Spring Directors | 6.5%   |
| 平均視聴率 5.7%（視聴率はビデオリサーチ調べ、関東地区・世帯・リアルタイム） |         |                                             |                                                                         |                  |        |

- 初回は22時 - 23時9分の15分拡大放送。

## 受賞歴
- 第27回 日刊スポーツ・ドラマグランプリ[68]
  - 主演女優賞 - 奈緒
- 2024年日本民間放送連盟賞 テレビドラマ種目 最優秀賞[69][70]